# کانتون سان میگل د لوس بانکوس
کانتون سان میگل د لوس بانکوس (به اسپانیایی: Cantón San Miguel de Los Bancos) یک منطقهٔ مسکونی در اکوادور است که در Pichincha Province واقع شده‌است.

## خصوصیات
کانتون سان میگل د لوس بانکوس ۸۰۱ کیلومترمربع مساحت و ۱۰٬۷۱۷ نفر جمعیت دارد و ۱٬۱۰۰ متر بالاتر از سطح دریا واقع شده‌است.